# 喬治·肖布里奇·卡爾
喬治·肖布里奇·卡爾（英語：George Shoobridge Carr，1837年5月14日—1914年8月29日）是英國數學家及西洋棋手。 他於1886年著作純數學概要。 這本書在1880年首次在英國出版，當數學家斯里尼瓦瑟·拉馬努金於學童時，仔細閱讀和研究此書，使他在十五歲時就已經產生了許多理論。
卡爾是劍橋大學数学Tripos考試的私人教練，而純數學概要是作為這些考試的學習指南。

## 外部連結
- Amitabha Sen, The Legacy of Mr. Carr, A Gift for the Gifted, parabaas.com, 1999（页面存档备份，存于）
- Carr, George Shoobridge, , Reprinted by Chelsea, 1970, London. Fr. Hodgson. Cambridge. Macmillan and Bowes, 1886, ISBN 978-0-8284-0239-2